# Wrightella tongaensis
Wrightella tongaensis är en korallart som beskrevs av Kükenthal 1908. Wrightella tongaensis ingår i släktet Wrightella och familjen Melithaeidae. Inga underarter finns listade i Catalogue of Life.